# 이운강
이운강(李雲岡, 1885년 7월 3일~1972년 11월 2일)은 대한민국의 독립운동가이며 군인이다.
황해도 장연출신.
1919년 만주 서간도의 신흥무관학교를 졸업하고 성적이 우수하여 신흥무관학교의 교관으로 활동하였으며 북로군정서의 김좌진의 부탁으로 북간도의 왕청현 십리평에 가서 사관연성소의 교관이 되었다. 1919년 북로군정서 제2소대장으로 임명되었고, 1920년 청산리 전투에 참전하였다. 1925년 만주 각지의 민선대표 18명과 국내의 독립운동단체 대표 9명이 모여 항일민족운동단체인 신민부를 결성하였다. 이에 가입하여 활동하던 중 일제 앞잡이의 모함으로 영고탑 감옥에 6개월간 수감되기도 하였다. 1945년 8·15해방후 창군에 참여하여 중령을 지내고 예편했다. 1977년 건국포장, 1990년 건국훈장 애국장이 추서되었다.